# Kazališni trg u Varšavi
Kazališni trg u Varšavi (polj. Plac Teatralny w Warszawie) glavni je trg u varšavskom Donjem gradu, na kojem se nalazi Veliko kazalište, Palača Jabłonowski, Blankova palača i Varšavski podnevnik. Izgrađen je dvadesetih godina 19. stoljeća, usporedno s izgradnjom Velikog kazališta. Trg je mjesto održavanja niza važnih događaja poljske povijesti, poput Siječanjskog ustanka i Prve ruske revolucije, kao i borbi poljskog pokreta otpora protiv nacionalsocijalističkih snaga za Varšavskog ustanka, tijekom kojeg biva uništena većina građevina na trgu. Nakon stjecanja poljske neovisnosti slomom komunizma, trg je stotinjak godina nakon izgradnje obnovljen prema izvornom nacrtu.

## Vanjske poveznice
|  | Zajednički poslužitelj ima još gradiva o temi Kazališni trg u Varšavi |